# Кастос
Касто́с (греч. Καστός) — греческий остров в Ионическом море. Административно относится к общине Лефкас в периферийной единице Лефкас в периферии Ионические острова.

## География
Кастос — один из самых маленьких Ионических островов и самый меньший по размеру из обитаемых островов Ионического моря. От ближайшего острова, Каламоса, Кастос разделяет пролив. Площадь острова — 5,9 км², а наивысшая точка Кастоса составляет 155 метра. Протяжённость острова с севера на юг — около 7 километров, а с запада на восток — около 800 метров. Остров находится примерно в пяти километрах от нома Этолия и Акарнания. Западное побережье острова ограничено обрывистыми скалами, на востоке же есть небольшие пляжи.

## Население
На острове располагается деревня, которая также называется Кастос. Деревня расположена на восточном берегу острова, и на момент переписи населения в 2011 году, в ней проживает 80 человек. Рацион питания местных жителей состоит в основном из зерновых, винограда и вина. В деревне имеется церковь и школа, однако большинство студентов предпочитают посещать школу в Нидрионе на соседнем острове Лефкас. На острове запрещено вождение автомобилей.
| Год  | Население, чел. |
| ---- | --------------- |
| 1991 | 56              |
| 2001 | 89              |
| 2011 | ↘ 80            |

## Экономика
Остров живёт в основном с доходов от рыболовства и сельского хозяйства, при выращивании зерновых и винограда, а также от производства вина. Немаловажным источником дохода является туризм. Он, хоть и не достаточно развит на острове, является одним из основных источников прибыли его жителей. До острова можно достичь морским путём, на восточном побережье имеется порт.

## Флора и фауна
Остров характеризуется наличием оливковых деревьев.